# 최성희 (배우)
최성희는 대한민국의 배우다. 본명인 최성희로 데뷔, 2007년 4대 프야걸로 활동한 바 있다.

## 연기 활동

### 드라마
- 2013년 MBC 수목드라마 《미스코리아》 ... 미스코리아 지망생 역
- 2014년 MBC 아침드라마 《모두 다 김치》 ... 이미숙 역
- 2014년 tvN 월화드라마 《마녀의 연애》 ... 현지 역
- 2014년 MBC 수목드라마 《미스터 백》 ... G컵녀 역
- 2015년 KBS2 수목드라마 《오 마이 비너스》

### 영화
- 《친구의 여자》
- 《엘리자베스》
- 2014년 《환상》 ... 현정 역
- 2011년 《부당거래》 ... 장석구 애인 역
- 2015년 《여자 전쟁: 도기의 난》 ... 선화 역

## 홍보대사
- 2007년 프로야구걸 홍보대사
- 2015년 가족지킴이 홍보대사
- 2018년 그린볼캠페인 홍보대사
- 2018년 W재단 후시캠페인 홍보대사

## 수상
- 2011년 미스그린코리아 진
- 2014년 대한민국 문화연예대상 신인여자배우상
- 2018년 한류문화대상 연기부문 대상